# Круш (приток Уфы)
Круш — река в России, протекает в Башкортостане. Устье реки находится в 340 км по левому берегу реки Уфы. Длина реки составляет 41 км.

## Притоки
- 2,2 км: Баяз
- 23 км: Лукоя
- 36 км: Холодный Ключ

## Данные водного реестра
По данным государственного водного реестра России относится к Камскому бассейновому округу, водохозяйственный участок реки — Уфа от Нязепетровского гидроузла до Павловского гидроузла, без реки Ай, речной подбассейн реки — Белая. Речной бассейн реки — Кама.
Код объекта в государственном водном реестре — 10010201112111100022760.